# Gheorghe Covaciu
Gheorghe Covaciu, född 8 juli 1957 i Buzău, är en rumänsk handbollsspelare.
Han tog OS-brons i herrarnas turnering i samband med de olympiska handbollstävlingarna 1984 i Los Angeles.